# Christopher Stork
Pour les articles homonymes, voir Stork (homonymie).
Cet article court présente un sujet plus développé dans : Stéphane Jourat et José-André Lacour.
Christopher Stork est un pseudonyme collectif utilisé par les écrivains belges Stephan Jouravieff et José-André Lacour.

## Quelques œuvres
- L'Ordre établi - Fleuve noir anticipation N° 0907 - 1979
- Enjeu  : le monde - Fleuve noir anticipation N° 0926 - 1979
- Dormir? Rêver peut-être... - Fleuve noir anticipation N° 0938 -1979
- Achetez Dieu ! - Fleuve noir anticipation N° 0960 - 1979
- Terra-Park - Fleuve noir anticipation N° 0986 - 1980
- L'usage de l’ascenseur est interdit aux enfants de moins de quatorze ans non accompagnés - Fleuve noir anticipation N° 1001 - 1980
- il y a un temps fou... -  Fleuve noir anticipation N° 1024 - 1980
- Demain les rats - Fleuve noir anticipation N° 1041 - 1980
- Les derniers anges - Fleuve noir anticipation N° 1053 - 1981
- Vatican 2000 - Fleuve noir anticipation N° 1074 - 1981
- Le bon larron - Fleuve noir anticipation N° 1092 - 1981
- Les petites femmes vertes - Fleuve noir anticipation N° 1094 - 1981
- La femme invisible - Fleuve noir anticipation N° 1108 - 1981
- L'an II de la mafia - Fleuve noir anticipation N° 1130 - 1982
- Tout le pouvoir aux étoiles - Fleuve noir anticipation N° 1154 - 1982
- La machine maîtresse - Fleuve noir anticipation N° 1172 - 1982
- Dis,qu'as-tu fait, toi que voilà... - Fleuve noir anticipation N° 1186 - 1982
- La quatrième personne du pluriel - Fleuve noir anticipation N° 1217 - 1983
- L'article de la mort - Fleuve noir anticipation N° 1222 - 1983
- La dernière syllabe du temps - Fleuve noir anticipation N° 1229 - 1983
- Un peu... Beaucoup... À La folie - Fleuve noir anticipation N° 1242 - 1983
- Le XXIe siècle n'aura pas lieu - Fleuve noir anticipation N° 1256 - 1983
- Mais n'anticipons pas... - Fleuve noir anticipation N° 1263 - 1983
- Pièces détachées - Fleuve noir anticipation N° 1274 - 1984
- Virus Amok - Fleuve noir anticipation N° 1292 - 1984
- Le passé dépassé - Fleuve noir anticipation N° 1299 -1984
- Pieuvres - Fleuve noir anticipation N° 1312 -1984
- L'envers vaut l'endroit - Fleuve noir anticipation N° 1319 - 1984
- Terre des femmes - Fleuve noir anticipation N° 1340 - 1984
- le rêve du papillon chinois - Fleuve noir anticipation N° 1367 - 1985
- Made in Mars - Fleuve noir anticipation N° 1375 - 1985
- Les Lunatiques - Fleuve noir anticipation N° 1383
- Billevesées et calembredaines - Fleuve noir anticipation N° 1389 - 1985
- Babel bluff - Fleuve noir anticipation N° 1412 - 1985
- L'enfant de l'espace - Fleuve noir anticipation N° 1417
- Demi-portion - Fleuve noir anticipation N° 1432 - 1986
- ils étaient une fois... - Fleuve noir anticipation N° 1448
- Psys contre Spys - Fleuve noir anticipation N° 1459 - 1986
- De purs esprits... - Fleuve noir anticipation N° 1476 - 1986
- Don Quichotte II - Fleuve noir anticipation N° 1485 - 1986
- Contretemps - Fleuve noir anticipation N° 1501 - 1986
- Le lit à baldaquin - Fleuve noir anticipation N° 1522
- Je souffre pour vous... - Fleuve noir anticipation N° 1543
- Une si jolie petite planète - Fleuve noir anticipation N° 1556 - 1987
- Le trillionnaire - Fleuve noir anticipation N° 1569 - 1987
- Les enfants du soleil - Fleuve noir anticipation N° 1588 - 1987
- Alter ego - Fleuve noir anticipation N° 1604 - 1988
- Les derniers anges - Fleuve noir anticipation N° 1758 - 1981 (1ère parution )
- Le Bon Larron, 1981, lire en ligne sur Gallica.
- L'An II de la mafia, 1982, lire en ligne sur Gallica.
- L'Article de la mort, 1983, lire en ligne sur Gallica.
- Les Derniers Anges, 1990, lire en ligne sur Gallica.